# جبريل دياز (ملحن)
جبريل دياز (بالإسبانية: Gabriel Díaz Bessón)‏ (و. 1590 – 1638 م) هو ملحن إسباني، ولد في مدريد، توفي عن عمر يناهز 48 عاماً.